# 八卦台地

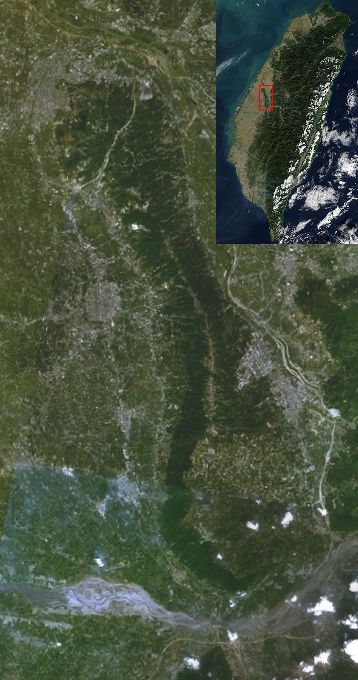
八卦臺地衛星空照

八卦臺地，又稱八卦丘陵、八卦山山脈或八卦山脈，清治時期稱大武郡山，是臺灣中部一座臺地，面積約210平方公里，位於彰化縣東境，南投縣西境，是夾於彰化平原、臺中盆地之間；北起大肚溪南岸，與大肚臺地相望，南至濁水溪北岸，與斗六丘陵遙望。

## 名稱更迭
| 年份 | 採用名稱       | 文獻名稱                                  | 出處                                          | 作者                 | 文獻性質     | 來源   |
| 1932 | 八卦丘陵       | 八卦丘陵南部の地形                        | 台湾地学記事                                  | 富田芳郎             | 日文期刊     | [ 3 ]  |
| 1933 | 八卦丘陵       | 台湾地誌の研究（一）                      | 台湾地学記事（附錄地学研究）                  | 三浦唯宣             | 日文期刊     | [ 4 ]  |
| 2000 | 八卦丘陵       | 五萬分之一臺灣地質圖說明書（第24號•臺中） | 五萬分之一臺灣地質圖幅及說明書（第24號•臺中） | 經濟部中央地質調查所 | 繁體中文圖冊 | [ 2 ]  |
| 1955 | 八卦山中寮丘陵 | 臺灣之地形                                | 臺灣銀行季刊                                  | 徐鐵良               | 繁體中文期刊 | [ 5 ]  |
| 1957 | 八卦臺地       | 八卦臺地                                  | 臺灣地形                                      | 林朝棨               | 繁體中文書籍 | [ 6 ]  |
| 1980 | 八卦臺地       | 臺灣的地形景觀                            | 臺灣的地形景觀                                | 王鑫                 | 繁體中文書籍 | [ 7 ]  |
| 1985 | 八卦臺地       | 八卦臺地的活斷層與地形面                  | 臺灣師範大學地理研究報告                      | 石再添、楊貴三       | 繁體中文期刊 | [ 8 ]  |
| 1959 | 八卦山臺地     | 臺灣地誌                                  | 臺灣地誌                                      | 陳正祥               | 繁體中文書籍 | [ 9 ]  |
| 1972 | 八卦開析臺地帶 | 台湾地形発達史の研究                      | 台湾地形発達史の研究                          | 富田芳郎             | 日文書籍     | [ 10 ] |

## 地理

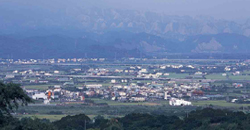
八卦臺地一景

八卦山山脈乃是彰化、南投兩縣之縣界，同時也是鄉鎮地方界線，除彰化市外，其餘皆為如此。行經行政區域有：彰化市、芬園鄉、花壇鄉、大村鄉、員林市、社頭鄉、田中鎮、二水鄉、南投市、名間鄉。

### 地形

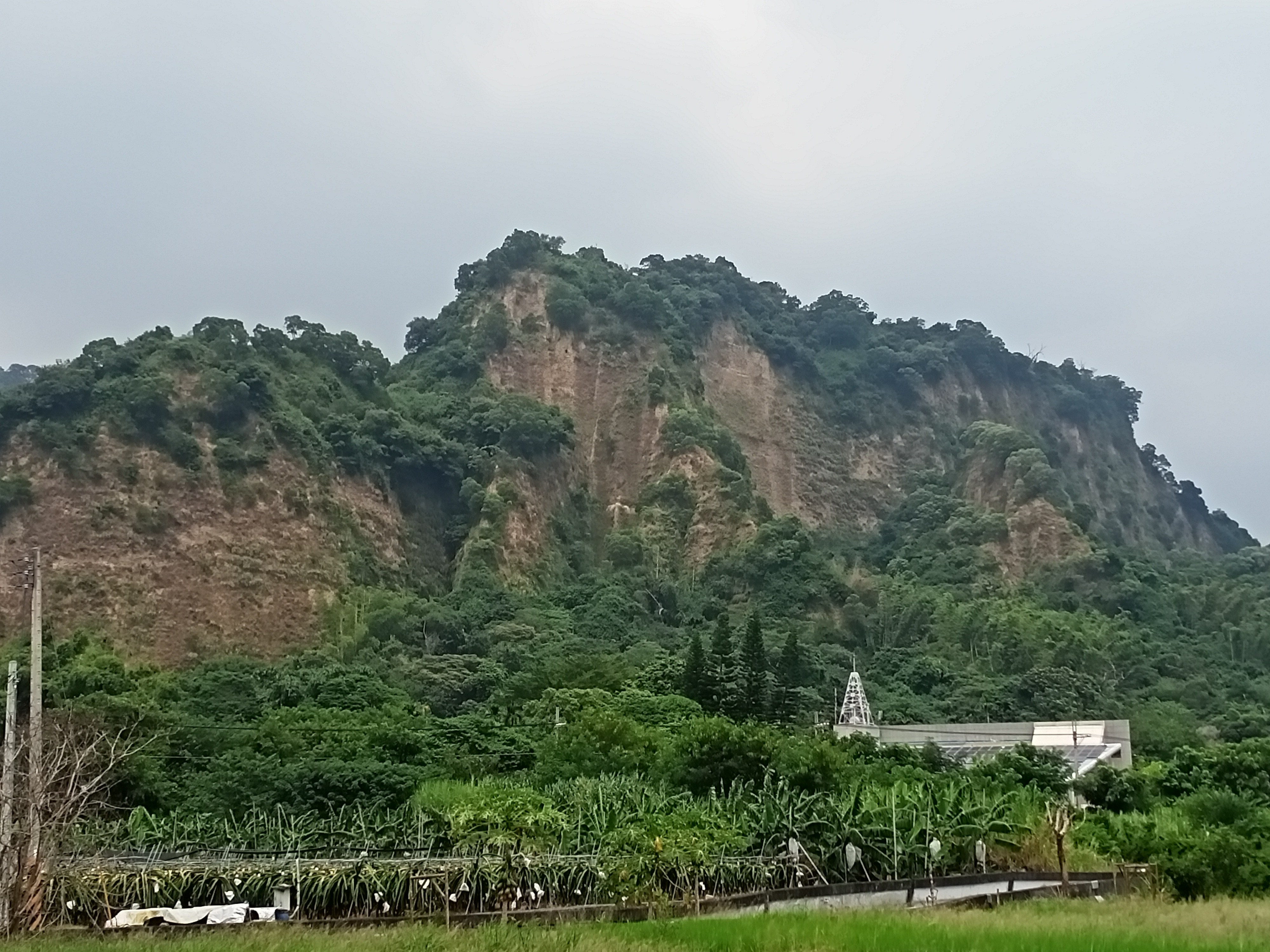
墓碑山南面呈現河蝕崖

八卦臺地位居彰化平原之東，南投平原之西，恰好位置將兩個地形面區隔，自空中鳥瞰下來，宛如腰細身長的絲瓜。在稜線沿處有零星大小不等的臺地，其中發育完整多數在南投縣境內，相對在彰化縣境內已多數呈丘陵地，仍有存在零星散落的小臺地。八卦臺地是自南向北逐漸隆起形成，因此南半段受濁水溪侵蝕，北半段受烏溪侵蝕，較大面積的且完整的河階是以名間鄉境內為最。
八卦臺地最高峰是橫山，海拔443公尺，頂部是呈無山峰的臺地，這塊臺地是烏溪、濁水溪侵蝕形成河階，也是最早被抬升，自此開始南北分流，因此在南側呈東西走向一道河階崖，落差高達100公尺，下降至大庄面，然後便往南漸漸攀升，沿處有赤水、松柏坑、弓鞋與埔中等河階，都出現東西走向的河階崖，是由濁水溪侵蝕導致，至松柏嶺的松柏山，海拔已上升至403公尺，於埔中河階南側正好為臺地最南端有處墓碑山，這道斷崖是因臺地隆起，使濁水溪河道南移，侵蝕所形成河蝕崖。
相對於橫山北側，與施厝坪面呈落差約20公尺的河階崖，向北仍有六分寮面、豆周寮面，至不完整呈破碎狀的南風寮面，海拔降至大約255公尺，這些都是烏溪舊河道遺留下來的痕跡，繼續向北至彰化市最高峰銀行山，海拔降至232公尺，直到臺地最北端八卦山，已經矮降成97公尺，因此臺地整體地形是呈現南高北低。另外，臺地東北麓有一道南北走向，呈狹長狀且不連續的河階，位彰化市快官一帶、芬園鄉東北境。

### 地質
隨著八卦臺地的隆起，因此西麓出現與臺地走向一致的斷層帶，除了在花壇橋仔頭發現斷層崖，以及三家春有地層露頭，往南皆無發現任何證據，所以目前斷層位置是處於無法確定的狀態，被經濟部中央地質調查所判定這條斷層帶是為「存疑性斷層」。依照富田芳郎的發現，在林朝棨、石再添、楊貴三等地理學家都有記載，至今僅知道這條斷層分成三段，分別是彰化斷層、員林斷層、田中斷層，中央地質調查所統稱這條斷層帶為彰化斷層。
臺地的地質構造是以頭嵙山層為主，但北段是香山相，相對於南段是被紅土覆蓋的火炎山相，形成北段與南段不同地質。香山相構造是砂岩，當中會夾有礫石層；火炎山相構造是厚層礫岩，少有可見砂岩夾層，因被紅土所覆蓋，僅在斷崖處可見得相層。臺地表層呈現紅土化，在各河階面皆有分布，其中北段較南段的紅土顏色深，乃因名間鄉境內河階群所受風化影響較低所致，其中以南風寮紅土最深，大庄紅土則是最淺，這與地形構造有很大關係。

## 植被
八卦臺地的林相是以喬木類、灌木類為主，由香楠、相思樹、血桐構成的林相，其中以香楠林相分布比例居高，佔臺地整個植群分布15.9%，但受到人為干擾甚大，開發地佔臺地全境有58%，相對植群面積僅佔臺地全境42%，而僅存的天然原始林相佔全境分布植群面積還不到8%，被迫殘留於地勢陡峭的山坡地帶才可見其蹤跡，這地方也明顯集中於社頭至二水山區呈帶狀分布，臺灣獼猴保護區位在其中，其它分布只有零星生長。造成這情況的原因，除了是受人為開發影響外，也因为另有外來物種入侵，導致植群分布被切割漸呈破碎化狀態。其中以臺地東麓所受到的影響最多。
八卦臺地維管束植物物種據統計有593種，其中43種屬台灣特有種，再細分則14種屬稀有物種。維管束植物屬台灣特有種、稀有物種多數分布於田中、二水山區，就地形而言，是屬名間河階群西麓，此地帶是呈現坑谷、峭壁地形，植群發展豐富。由於臺灣尚未制定物種保育等級，因此特有生物研究保育中心採用1980年世界自然保護聯盟對物種的保育等級制定，稀少（R級）有竹柏、天料木、野漆樹、狗花椒、鴉膽子、喙莢雲實、心基葉溲疏、岩生秋海棠、微毛凸軸蕨，除了竹柏未記載發現地，其餘物種有被發現是集中分布於二水山區，並且以狗花椒分布地點最易發現。

## 交通

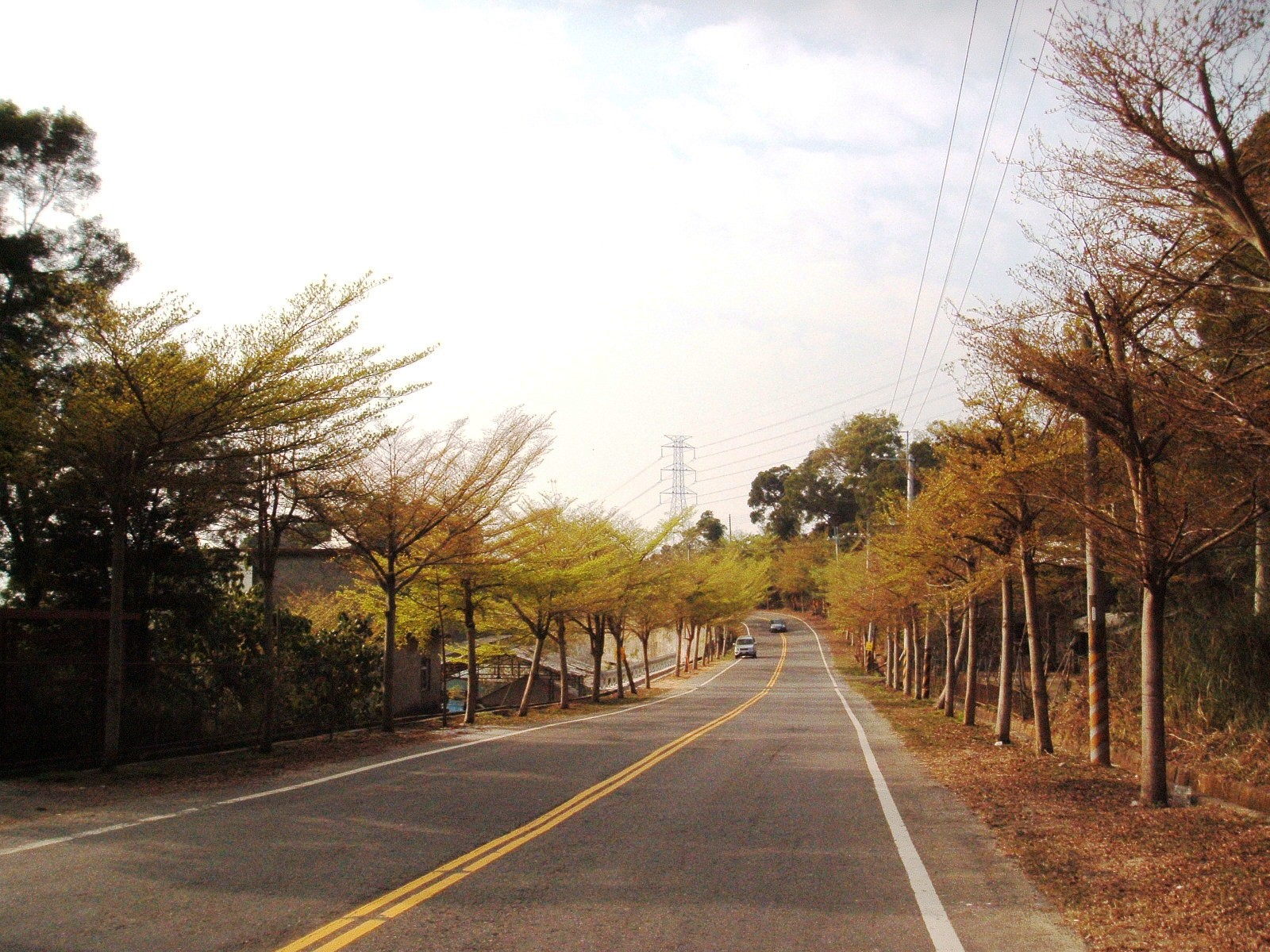
縣道139於八卦山上一景

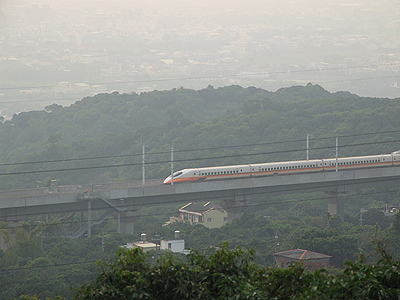
高鐵穿梭於八卦山脈

由於西麓呈現多處坑谷，較東麓陡峭，從東西端最窄四公里於芬園鄉，至最寬十公里於名間鄉。

### 公路
依八卦山脈背斜線開闢縣道139號，另有支線縣道139乙線，自此開始不再以背斜線開闢道路，該道路行經橫山，通往名間。縣道148號自王功橫越八卦山脈來到草屯山脈西麓之下，有縣道137號沿八卦山脈西陵，由北彰化市大埔，向南二水與縣道152號銜接。自田中的縣道150號，至赤水與縣道139乙線交匯，轉向東北方經大庄，抵達南投市臺3線終止，橫越整個名間鄉河階地。
八卦山脈境內有兩處隧道，其中一處為八卦山隧道公路隧道橫貫該座山脈，乃東西向快速公路臺76線連接彰化南投兩縣重要命脈，可銜接國道三號中興系統交流道，其中八卦山隧道為全臺第二長公路隧道，達4935公尺。在山脈北段，2004年1月12日開通了彰化東外環道（臺74甲線），銜接中彰快速道路（臺74線），原本較少車流量的八卦山脈，自此形成員林地區，往返臺中要道之一。

### 鐵路
- 臺灣高鐵穿越八卦山脈，行經八卦山隧道（位於百果山及八卦山區）後，分別駛向烏日、太保， 營運中的彰化站，座落在社頭、田中交界，屬於八卦山西側平原區，目前已經完工營運，地址位於田中龍潭里大社路與八堡二圳間。
- 西方山麓有縱貫線緊鄰，沿線車站有彰化、花壇、大村、員林、永靖、社頭、田中、二水等，另外集集線自二水分歧，與八卦山脈尾端龍頭山、墓碑山、鼻仔頭緊鄰，駛向南投境內。
- 山脈東麓原有糖業鐵路中濁線，由臺中車站經過南投縱谷至濁水與集集線會合，1960年代廢止。

## 景點
八卦山風景區是參山國家風景區管轄三座風景區其中之一，境內劃分有彰化市的八卦山、員林市的百果山和名間鄉的松柏嶺三大遊憩區。每年有灰面鷲過境，林務局亦設有二水臺灣獼猴保護區，自然生態相當豐富。

## 題詠
- 冬日登八卦山（淸·賴紹堯）

晨登八卦山，信美風景別。

氣和天宇澄，茲遊固佳絕。

冬令行春溫，萬彙忘慘冽。

嘉木蔚成林，欣欣相媚悅。

澗草復青青，山花況未歇。

誰知造化心，正氣有肅殺。

羨彼蘭蕙姿，含芬老巖穴。

時來苟不榮，運傾或未折。

感喟遂成章，持以奉明哲。

## 釋
1. ↑  內文採用八卦臺地稱之，因出現撓曲、傾動現象，故表態建議更名「八卦丘陵」[2]。
2. ↑  文中指龍仔頭山，形如墓碑，亦稱墓碑山[12]。
3. ↑  本文獻有記載竹柏，但並無明確指出分布地點[20]。